# Episodi di Non dirlo al mio capo (seconda stagione)
La seconda stagione della serie televisiva Non dirlo al mio capo, composta da 12 episodi, è stata trasmessa dal 13 settembre al 18 ottobre 2018 su Rai 1, ogni giovedì per un totale di sei serate.
| nº | Titolo                          | Prima TV Italia   | Ascolti   | Share  |
| -- | ------------------------------- | ----------------- | --------- | ------ |
| 1  | Omnia vincit amor               | 13 settembre 2018 | 5.113.000 | 22,03% |
| 2  | Il tre non è il numero perfetto | 13 settembre 2018 | 4.425.000 | 22,85% |
| 3  | Di chi è la colpa               | 20 settembre 2018 | 4.559.000 | 21,63% |
| 4  | Genitori e figli                | 20 settembre 2018 | 4.559.000 | 21,63% |
| 5  | Ragioni e sentimenti            | 27 settembre 2018 | 4.829.000 | 19,95% |
| 6  | Una pietosa bugia               | 27 settembre 2018 | 4.173.000 | 22,38% |
| 7  | A tuo rischio e pericolo        | 4 ottobre 2018    | 4.553.000 | 18,53% |
| 8  | Lo sguardo degli altri          | 4 ottobre 2018    | 4.117.000 | 20,64% |
| 9  | Da grande                       | 11 ottobre 2018   | 5.264.000 | 21,26% |
| 10 | Voce del verbo amare            | 11 ottobre 2018   | 4.781.000 | 24,24% |
| 11 | Fantasmi e miraggi              | 18 ottobre 2018   | 5.189.000 | 21,19% |
| 12 | Io ti credo                     | 18 ottobre 2018   | 4.934.000 | 24,48% |

## Omnia vincit amor
Lisa è diventata socia dello studio Vinci, in fase di riassunzione del personale dopo  che Marta, Jacopo e Claudia se ne sono andati. Enrico spera che Lisa non superi l'esame d'avvocato per poter annullare l'accordo e riprendersi le quote che le aveva ceduto. Non riesce a perdonarle di avergli mentito sull’esistenza dei figli Mia e Giuseppe. Lisa gli fa notare che anche lui le ha mentito, non avendole mai detto di avere una moglie e facendola diventare a sua insaputa l'amante di un uomo sposato. Nina, la moglie di Enrico, è venuta da Londra sperando di ricostruire il matrimonio, ignorando che lui e Lisa sono stati amanti. In un momento di confidenza, Nina le rivela che Enrico aveva lasciato temporaneamente Londra per andare a Napoli ad aiutare suo padre, nonostante lei non fosse d'accordo. Enrico, tornato a Londra in anticipo, l’aveva sorpresa a letto con un altro uomo ed era tornato immediatamente a Napoli, non volendo nemmeno sapere chi fosse l’amante della moglie. Aurora, la sorellastra di Lisa, che ha la stessa età di Mia, arriva a Napoli per stare dalla sorella, perché suo padre sta per sposarsi con un'altra donna. Al porto vede Romeo e, attratta da lui, inizia a flirtare; i due finiscono col baciarsi. Poco dopo arriva Mia, che, ignara di tutto, ma sorpresa che i due si siano già scambiati qualche parola, presenta Romeo ad Aurora come il suo ragazzo. Nel frattempo, Massimo Altieri, giovane avvocato rampante, cerca di intentare una causa allo studio mettendo Lisa ed Enrico davanti a un’ingente richiesta di danni: il suo assistito, cliente del padre di Enrico, a causa di una difesa inadeguata aveva scontato sei anni in prigione per un crimine non commesso. Per Massimo è una questione di principio, soprattutto perché i suoi genitori erano stati investiti e uccisi da un ragazzo di buona famiglia che guidava in stato di ebbrezza e che, pur avendo dei precedenti, grazie a un avvocato senza scrupoli era tornato in libertà, rimettendosi nuovamente alla guida dell'auto. Il padre di Lisa le telefona e scopre che Aurora è da lei; l'uomo minaccia la figlia di riportarla a casa sua. Il cliente di Massimo arriva allo studio, punta una pistola verso Lisa e Enrico e li lega a una sedia con del nastro adesivo; vuole trovare i fascicoli del suo caso, ma poi arriva Massimo che lo mette al tappeto, salvandoli. Enrico rivela all'uomo che suo padre aveva fatto il possibile per aiutarlo, ma l'unica testimone che poteva accertare la sua innocenza era una donna sposata che in quel momento era in compagnia dell’amante, per cui non poteva esporsi. L'assistito di Massimo, tuttavia, finirà in prigione per sequestro di persona a mano armata. Enrico offre comunque a Massimo un lavoro come associato dello Studio Vinci. All'insaputa di tutti, l’avvocato conserva i fascicoli sul caso della morte dei genitori del ragazzo: era lui l'avvocato difensore del loro assassino. Lisa si presenta in ritardo all'esame, ma subito squilla il telefono: Perla l’avverte che Aurora ha tentato il suicidio con delle pillole e, senza aver sostenuto la prova, si precipita all’ospedale dove la ragazza è stata ricoverata. Aurora è salva grazie a una lavanda gastrica, ma non vuole tornare dall'odiato padre e Lisa le promette che resterà con lei. Rocco, dopo l'accusa di frode, si è dato alla fuga, ma Perla scopre che si nasconde a casa sua. L’uomo afferma di essere innocente, e che i veri colpevoli sono i suoi soci, che hanno imbrogliato anche lui. Perla, avendo capito che non può dipendere sempre dal marito, si fa assumere come segretaria nello Studio Vinci. Lisa per non perdere il lavoro fa credere a Enrico di aver superato l'esame, confidando in una sessione straordinaria. Fino ad allora si ripromette di limitarsi a lavorare come assistente di Enrico, non mettere il suo nome nell'insegna, non assumere clienti suoi e non firmare mai come avvocato, in modo da non violare la legge. Nina, la moglie di Enrico, lo informa che da ora lavorerà con lui allo Studio Vinci, in base a un accordo siglato in passato: il padre di Nina avrebbe ceduto parte del suo studio a Enrico, che gli avrebbe a sua volta ceduto parte dello Studio Vinci; così ora Nina lavorerà con Enrico in rappresentanza di suo padre.
- Altri interpreti: Piero Cardano (Giancarlo Freddi), Bruno Santini (Sign. Marcelli, padre di Lisa), Ivan Giambirtone

## Il tre non è un numero perfetto
Lisa scopre che da ora in poi dovrà dividere il suo ufficio con Nina. Inoltre a causa di un difetto dell'anti-virus ora tutti i loro archivi digitali sui clienti dello Studio Vinci sono compromessi, e proprio a causa di questo imprevisto una cliente, Arianna, scopre che suo marito Enea è già sposato con un'altra cliente del loro studio, Silvia. Perla cerca in tutti i modi di dimostrare che riesce a barcamenarsi  tra il lavoro di segretaria dello studio e quello di tata di Giuseppe e Mia. Da quando Romeo è guarito dalla leucemia, Mia è diventata troppo protettiva con lui mentre Romeo, che vuole solo divertirsi ed essere libero, trova in Aurora quella complicità che adesso non ha con Mia. Enea intanto spiega che lui e Arianna si sono sposati in Thailandia, mentre lavoravano per una ONG, ma a causa dello tsunami tutti credettero che lei fosse dispersa. Dopo qualche tempo Enea si risposò con Silvia, ma ora Arianna è ritornata e vuole del denaro da Silvia. Lisa, Nina e Enrico fanno delle indagini e scoprono che Arianna aveva solo inscenato una falsa morte e che da tempo viveva a Napoli. Dopo aver saputo che Enea aveva sposato una donna ricca, Arianna ha deciso di farsi avanti per avere del denaro da loro. Lisa e i colleghi scoprono che Silvia sapeva già da tempo che Arianna era viva e lo aveva tenuto nascosto al marito. Nina rivela a Lisa che è a conoscenza del fatto che dopo la separazione Enrico ha avuto diverse amanti, ma gli è giunta una voce secondo cui il marito si sarebbe innamorato di una di loro; non sa che la donna in questione è proprio Lisa. Rocco viene arrestato, ma Perla accetta di farlo vivere da lei agli arresti domiciliari: in cambio, l’uomo dovrà sostituire Perla nel ruolo di “tata". Il padre di Lisa, che non approva nella maniera più assoluta che Aurora viva da lei, le rivela che la ragazza soffre di disturbo borderline e quindi non gestisce bene le emozioni, che lei sente in modo troppo intenso. Questa situazione fa riaffiorare i vecchi dissapori tra Lisa e suo padre, che l'ha sempre considerata una fallita e non ha mai accettato che si fosse sposata quando era troppo giovane con un uomo che l'ha tradita lasciandola senza un soldo. Enea è combattuto, ama due donne, ma non può accettare che Arianna abbia finto di essere morta per poi ripiombare nella sua vita solo per avere dei soldi; dall'altro lato, però, Silvia non si è dimostrata migliore di lei, perché gli ha nascosto che Arianna era ancora viva, manipolandolo. Enrico, quindi, presenta a Silvia da parte del marito un'istanza di separazione. Aurora spiega a Lisa che effettivamente suo padre ha detto la verità, ma aggiunge che lui non ha intenzione di aiutarla, vuole solo internarla in una clinica. In ufficio, Lisa e Enrico tengono dopo tanto tempo una conversazione sincera, nella quale lei gli confessa che quando aveva scoperto che era sposato ci era rimasta molto male, ma dopo aver saputo che tra lui e Nina era finita sperava che forse lei e Enrico avrebbero potuto dare alla loro storia una seconda possibilità. Poi però il loro discorso viene interrotto dall'arrivo del padre di Lisa, furibondo perché lei non ha intenzione di convincere Aurora a tornare da lui. Lisa prova a farlo ragionare spiegandogli che a breve Aurora sarà maggiorenne quindi potrebbe restare con lei e finire la scuola a Napoli con Mia, ma suo padre non è d'accordo nella maniera più assoluta, arrivando anche a insultare Lisa davanti a Enrico. Enrico la consola e i due capiscono di avere in comune più di quanto pensassero. L'uomo ammette che anche se quello che c'è stato tra loro è durato poco è stato comunque bello, e quando Lisa gli chiede se tra loro ci potrebbe ancora essere un futuro, lui si avvicina a lei per baciarla, ma vengono interrotti dal portiere. Nina ha visto tutto e ora ha capito che è Lisa la sua rivale in amore.
- Altri interpreti: Ivan Castiglione (Enea Ridolfi), Giorgia Salari (Silvia Artemis), Giorgia Cardaci (Arianna Ferreri), Bruno Santini (Sign. Marcelli, padre di Lisa), Jacopo Saccuti (insegnante ed. fisica)

## Di chi è la colpa
Lo Studio Vinci prende in mano il caso di Sara, vecchia conoscenza di Enrico e Nina, che lavora per un'agenzia assicurativa. In un ospedale da loro assicurato, nel giro di poche settimane tre donne sono morte dopo il parto cesareo e una quarta madre è appena entrata in coma. Lisa rimane allibita dal cinismo di Sara, la quale pensa solo a scaricare la colpa sulla giovane caposala o sul chirurgo. Aurora cerca di sedurre Romeo, sempre più insofferente all’atteggiamento iperprotettivo di Mia, ricorrendo a varie manipolazioni. Rocco inizia a fare il “tato” e riesce a legare con Giuseppe, suscitando la gelosia di Perla. Inoltre è proprio lui a suggerire a Mia che tra Romeo e Aurora potrebbe esserci più di una semplice "amicizia". Insospettita, Mia va al porto e li trova insieme, in atteggiamenti molto intimi. Mia e Aurora iniziano a litigare, finché non arriva Perla che le prende per i capelli obbligandole a fare pace. Lisa cerca di convincere la figlia a essere più paziente con Aurora, spiegandole del suo disturbo della personalità. Nina introduce nello studio una nuova associata, Cassandra, sua assistente a Londra. Massimo già la conosce perché ha fatto sesso con lei; Cassandra finge di non ricordare nulla, ma dopo un po’ ammette la verità con Massimo, spiegandogli di soffrire di una pluridipendenza da droghe, alcolici e sesso: confonde il piacere fisico con il contatto emotivo, arrivando a sviluppare vere e proprie ossessioni. Enrico, vedendo che tra Cassandra e Massimo sta nascendo un’intesa, li informa che nello studio c'è posto per un solo associato, e che dopo un anno uno di loro dovrà andarsene. Nina non perde occasione per sminuire e punzecchiare Lisa, la quale non ci mette molto a capire che la rivale ha scoperto della sua relazione con Enrico. Lisa sprona Enrico a scoprire la vera causa delle morti di quelle madri, almeno per dovere morale, e azzarda l'ipotesi che l'ospedale per risparmiare abbia acquistato materiale più economico e non a norma. Nina afferma che non è un problema di loro competenza, ma Enrico sorprendentemente la mette in disparte scegliendo di sostenere Lisa. Quest'ultima contatta i fornitori dell'ospedale e scopre che la causa del contagio erano delle mascherine chirurgiche più economiche ma di dimensioni leggermente minori, che perciò avrebbero permesso la diffusione di batteri. Seppur mal volentieri Sara accetta l'offerta di Enrico, che propone di risarcire le famiglie, dato che, una volta scoperto il motivo dei decessi, l'ospedale si porterebbe avanti per anni una causa legale, con costi e cattiva pubblicità come conseguenze. Sara intanto è rimasta molto sorpresa nell'apprendere che Nina ed Enrico stanno divorziando; prendendolo in disparte, fa notare a Enrico che sebbene sua moglie abbia sbagliato a tradirlo, è stato lui ad andarsene a Napoli lasciandola sola, quindi è lui il primo ad aver commesso un errore. Lisa in un primo momento voleva fare un ultimo tentativo per tornare con Enrico non ritenendo di essere responsabile del suo imminente divorzio dato che è stata Nina a tradirlo, ma ora ha capito che se tentasse di portarle via il marito senza curarsi del fatto che è un uomo sposato questo farebbe di lei una cattiva persona. Lisa si confronta con Nina, ammettendo di essere stata l'amante di Enrico, senza però sapere che egli era sposato. Ora, dopo aver saputo la verità, ha deciso di mettersi da parte perché non vuole essere la causa della fine di un matrimonio. Nina è indifferente alle sue parole perché ormai la vede solo come una nemica e dice a Lisa che non può competere con lei perché Enrico le appartiene e il loro matrimonio non è mai finito. Enrico però ha involontariamente ascoltato tutta la conversazione ed è pronto a fargliela pagare.
- Special Guest Star: Terence Hill (Don Matteo), Simone Montedoro (Giulio Tommasi), Nino Frassica (maresciallo Cecchini) appaiono in un breve video frammento mentre Rocco e Giuseppe guardano la fiction Don Matteo.
- Altri interpreti: Giulia Lippi (Sara Morrison), Michele Bevilacqua (Avv. Spettri), Apollonia Bellino, Carla Ortenzi, Irma Ciaramella, Sergio Romano (Dottor Bozzi)

## Genitori e figli
Enrico, per dimostrare alla moglie che lei non ha potere su di lui, inizia a corteggiare Lisa, sotto lo sguardo sempre più furente di Nina. Enrico chiede a Lisa di assisterlo nel caso di Gloria, il cui figlio, Nicolò, durante una gita scolastica è precipitato dalla terrazza dell’albergo, a causa di una colluttazione con il suo compagno di scuola Stefano. Lei vuole sporgere denuncia contro i genitori di Stefano, facendo appello alla responsabilità in educando. Stefano però afferma di essere stato vittima di bullismo da parte di Nicolò, ma Lisa capisce che sta mentendo. Aurora e Romeo restano a scuola per le ripetizioni, e Mia decide di unirsi a loro, ma la faccenda prende una brutta piega quando Aurora propone a tutti di fuggire dalla scuola. Nonostante Mia cerchi di convincere tutti che così facendo rischiano la bocciatura, i compagni di classe, compreso Romeo, non la ascoltano e decidono di seguire Aurora. Per ripicca, Mia informa i compagni che Aurora soffre di un disturbo della personalità e che non si può seguire la decisione di una persona malata. Romeo a questo punto decide di lasciare Mia, accusandola di essere stata meschina nei riguardi di Aurora. Giuseppe deve covare un uovo come compito scolastico di scienze, ma Rocco senza volerlo lo rompe e per rimediare lo sostituisce con uno comprato al supermercato. Lisa ed Enrico vanno alla scuola elementare di Stefano, dove Lisa convince un'amica di Nicolò a dire la verità. Si scopre così che Stefano ricattava Nicolò minacciandolo di diffondere un video, che il ragazzo ha trovato sul cellulare del padre, in cui si vede la madre di Nicolò mentre fa sesso con un altro uomo. Quindi il povero Nicolò è morto per difendere la madre. Enrico si complimenta con Lisa che sta dimostrando il suo valore, ma il bel momento viene interrotto quando Giuseppe, che studia lì, vede la madre e la chiama. Quando lei lo presenta a Enrico, Giuseppe gli stringe la mano, ma Enrico, disgustato, la ritira perché quella del bambino è attaccaticcia. È l'ennesima dimostrazione di come la vita di Lisa e quella di Enrico non si concilino. Gloria ammette di aver fatto sesso con un uomo e di aver commesso lo sbaglio di acconsentire a filmarlo, e il padre di Stefano con grande vergogna confessa che un suo amico aveva fatto girare il video che era finito sul suo cellulare. Gli insegnanti di Giuseppe hanno scoperto che l'uovo è stato comprato al supermercato per via della data di scadenza sul guscio, quindi Rocco confessa la verità al piccolo, affermando che un vero uomo è colui il quale si assume le sue responsabilità. Giuseppe lo abbraccia felice. Il padre di Lisa cita in giudizio la figlia per sottrazione di minore in quanto Aurora è sotto la sua tutela, quindi la ragazza depone davanti a un assistente sociale e, sebbene sia rimasta ferita da quello che è successo con Mia, preferisce vivere con loro piuttosto che con il padre perché, anche se sotto molti versi la loro è una famiglia disfunzionale, affrontano i problemi insieme. Enrico scopre che la balaustra della terrazza dell'hotel da cui Nicolò è precipitato non era in regola e che dunque la responsabilità va all'hotel, e tutti i genitori accettano la cosa. Lisa rimane sconcertata davanti all'ipocrisia di Gloria e del padre di Stefano: sono loro i veri responsabili della morte di Nicolò, ma non vogliono assumersi la responsabilità dei loro errori. Enrico dice a Lisa che se lo desidera i suoi figli possono venirla a trovare in studio, ma solo perché prova indifferenza per loro come per lei. Infine si diverte a umiliarla facendole intendere che passerà la notte con Nina, che guarda Lisa con un sorriso vittorioso. Ferita, Lisa si chiude in auto e inizia a piangere, attirando l'attenzione di un uomo, Diego Venturi. Diego chiede a Lisa se sta bene e lei in una crisi di nervi gli racconta la sua storia con Enrico.
- Altri interpreti: Maria Rosaria Russo (Gloria Liberato), Massimiliano Caprara (Avv. famiglia Belli), Vito Di Bella (signor Belli), Stefania Bogo (Sign.ra Belli), Lucia Bendia, Matteo Valentini (Stefano Belli), Rebecca Antonaci (Irene)

## Ragioni e sentimenti
Nina ha passato la notte con Enrico e crede in una loro riconciliazione, ma Enrico, visibilmente pentito di aver fatto sesso con lei, è sempre più confuso. Lisa scopre con stupore che Diego è un caro amico di Enrico e Nina, ed è un avvocato, appena arrivato a Napoli per assistere un gruppo di genitori in una causa contro un cliente dello Studio Vinci, Carmine Sala, titolare di una fonderia industriale. Molti clienti di Diego lavorano nella fonderia, e i loro figli si sono ammalati a causa di un avvelenamento da piombo. Enrico è convinto di avere già la vittoria in pugno, dato che una perizia ha già stabilito che i macchinari usati da Sala sono pienamente in regola, ma Diego crea un ragionevole dubbio quando scopre che a fare la perizia è stato il figlio della prima moglie di Sala: di conseguenza può richiedere una seconda perizia da un consulente di sua fiducia. Sala confessa ai suoi avvocati di avere acquistato, in effetti, dei macchinari a basso costo dalla Cina, non in linea con le norme europee. Mentre Enrico è felice di rivedere Diego, Nina è particolarmente turbata, poiché l'uomo con cui aveva tradito Enrico era proprio lui. Per di più Diego è venuto a Napoli per riconquistare Nina, ma lei è intenzionata a ritornare con Enrico e sostiene che la storia con Diego è stata un errore. Nonostante ciò, Diego non sembra indifferente al fascino e alla sua bontà d'animo di Lisa, più preoccupata per i bambini ammalati che per il cliente dello studio, e non ci mette molto a capire che Enrico prova qualcosa per lei. Mia viene emarginata e trattata male dai suoi compagni di scuola da quando ha umiliato Aurora, ma inaspettatamente è proprio lei a prendere le difese della nipote, che ha avuto il “coraggio“ di dire la verità e di svelare la sua malattia alla luce del sole; le due poi fanno pace. Per evitare che Diego faccia fare una perizia nella fonderia, Sala ed Enrico la chiudono con la scusa di un'infestazione di roditori, così, nel frattempo, potranno sostituire le attrezzature rimpiazzandole con macchinari in regola. Lisa va a cena con Enrico e Diego, che li mette in imbarazzo, specialmente quando rivela a Lisa che Enrico prima di conoscere lei aveva occhi solo per Nina: di conseguenza, il fatto che lui abbia avuto una storia con Lisa è la prova che non è più innamorato di sua moglie. Diego, inoltre, è dell'opinione che Enrico abbia solo finto di non sapere dei figli di Lisa per paura di perderla. Massimo e Cassandra, su richiesta di Enrico, fanno delle indagini e scoprono che tutti i bambini ammalati hanno frequentato lo stesso centro sportivo. Nina ed Enrico, fingendo di essere due genitori che vorrebbero iscrivere lì il figlio, fanno un sopralluogo e scoprono che nei locali del centro è stata usata una vernice al piombo. Mia ci rimane malissimo vedendo Romeo e Aurora baciarsi: a tutti gli effetti ora stanno insieme. Enrico e Nina si divertono a umiliare Diego, spiegandogli che, benché non ci siano prove per accertare che l’origine delle malattie sta nella fonderia o nel centro sportivo, convinceranno facilmente i clienti di Diego a rinunciare alla causa contro Sala per intentare invece una class action contro il centro sportivo. Nina si complimenta con suo marito per come ha gestito la cosa, ma la soddisfazione di Enrico svanisce quando vede lo sguardo di disapprovazione di Lisa, delusa dal suo comportamento spregevole. Lisa ed Enrico hanno un acceso litigio perché secondo Lisa il loro cliente dovrebbe aiutare quelle famiglie ad ottenere un risarcimento così da poter curare i bambini ammalati. Enrico cerca di farle capire che Sala probabilmente non è colpevole, ma Lisa comunque gli fa notare che usava macchinari non in regola e che quindi è impossibile accertare la sua innocenza. Sala ha le risorse per aiutare quei bambini, si potrebbe intentare causa al centro sportivo, ma ci vorrebbe troppo, mentre quei bambini hanno bisogno di cure immediate, e Lisa spiega a Enrico che a volte bisogna pensare con il cuore. Enrico la prende per mano, spiegandole che proprio seguendo il cuore si è innamorato di lei ma le cose tra loro non hanno fatto altro che complicarsi; poi, guardandola, non resiste alla tentazione di baciarla, ma i due vengono interrotti dall'arrivo di Diego. Proprio Diego fa notare a Enrico che il suo problema è che si ostina a dare all'amore un senso logico, tra lui e Nina non ci sono mai state diatribe ma è proprio per questo che nel loro matrimonio mancava la passione che lui invece prova evidentemente per Lisa quando litiga con lei, e aggiunge che si capisce di amare davvero qualcuno solo quando si smette di seguire il solito schema. Enrico ha capito che Diego inizia a provare interesse per Lisa e gli chiede di trattarla con rispetto. Nina invita Enrico a bere qualcosa con lei, ma il marito le spiega che non deve farsi illusioni: anche se sono andati a letto insieme non è cambiato nulla e lui continua a odiarla. Nina si chiude in bagno a piangere: ormai ha capito che il suo matrimonio è finito. Enrico convince Sala a fare una donazione in denaro per i bambini ammalati, giustificando la cosa come un atto di filantropia, dato che molti dei loro genitori lavorano per lui; anche se è solo la metà della somma richiesta, è sufficiente per coprire le spese, o almeno per evitare che Diego scopra dei macchinari non in regola, mentre per quanto riguarda il risarcimento dovranno fare causa alla palestra. Diego ringrazia Lisa, avendo capito che è stata lei a convincere Enrico a far elargire a Sala quella somma. Diego, che inizialmente voleva manipolare Lisa e Enrico affinché tornassero insieme, così lui avrebbe potuto riconquistare Nina, alla fine rimane colpito da Lisa (che a sua volta inizia a sentirsi attratta da lui) nel vedere la sua onestà, perché, pur avendogli confessato di provare dei sentimenti per Enrico, preferisce mettersi da parte per rispetto di Nina e del suo matrimonio. Enrico sente Nina ridere e questo lo rende felice, ricordando ciò che gli ha detto Diego: la risata della moglie lo faceva sentire a casa sua. Scopre però che quella che ha sentito è la risata di Lisa, realizzando con dispiacere che lei e Diego hanno deciso di uscire insieme. Il padre di Lisa inizia a giocare pesante: pur di riavere Aurora è disposto a portare Lisa davanti al tribunale dei minori, accusandola di non essere in grado di prendersi cura di un minore.
- Altri interpreti: Massimiliano Franciosa (Carmine Sala), Catello Di Vuolo (Armandino), Chiara Cavalieri, Lucia Bendia, Giuliano Oppes

## Una pietosa bugia
Nina è tornata a Londra, mentre Lisa deve uscire con Diego e chiede dei consigli a Enrico, poiché vorrebbe fare una buona impressione: Diego è infatti un avvocato di successo, cosmopolita. Enrico si limita a dirle di essere se stessa, ma le consiglia di non farsi illusioni perché in sostanza Diego è solo un donnaiolo che quando fa tappa in una città nuova seduce una donna del luogo per poi andarsene. Enrico e Massimo seguono il caso di Federica, CEO di successo dell'impresa della sua famiglia. La donna vuole che lo Studio Vinci faccia pressioni affinché la polizia riapra il caso della morte di sua sorella gemella: secondo i verbali si tratta di suicidio, ma lei non ci crede. Enrico e Massimo, dopo diverse indagini scoprono che è proprio così, ma Enrico propone di mentire a Federica per non spezzarle il cuore. Massimo allora gli racconta che quando i suoi genitori erano morti sua nonna gli aveva detto che erano soltanto partiti, e solo dopo giorni gli aveva rivelato la verità, quindi a causa della pietosa bugia lui non aveva potuto partecipare al funerale e per anni aveva provato un forte senso di colpa. Diego e Lisa passano una bella serata, ma il giorno dopo Enrico descrive nel dettaglio ciò che lui ipotizza sia accaduto al loro appuntamento, disilludendo Lisa: Enrico, infatti, conosce tutti i dettagli del loro appuntamento perché Diego ha un "copione" che segue ogni volta che esce con una donna per sedurla. Enrico scrive poi su un foglio ciò che secondo lui accadrà al prossimo appuntamento e fa una scommessa con Lisa. Cassandra finge di essere interessata a Massimo, ma lui capisce che vuole solo far ingelosire Marco, il suo ex terapista con cui aveva una relazione. Massimo la bacia ed effettivamente lo stratagemma funziona, perché infatti Marco si rivela geloso, ma poi decide di chiudere definitivamente con lei, non sopportando più le sue manie di persecuzione. Mia non vuole più andare a scuola perché non sopporta di vedere Aurora e Romeo insieme; Rocco è il primo ad accorgersene e lo fa sapere a Lisa in maniera indiretta. Lisa spiega a Mia che deve affrontare i problemi e non evitarli, ma Mia le fa notare che lei non è nella posizione adatta per darle consigli, visto che quando il padre l'ha tradita per un anno Lisa non se n’è accorta, e di fronte ai misteriosi estratti conto delle carte di credito e ai frequenti viaggi di lavoro ha sempre fatto finta di niente, perché non sapere è più comodo. Lisa capisce che Mia ha ragione, quindi decide di spiare ciò che Enrico ha scritto su quello che accadrà all'appuntamento con Diego, ma Enrico la coglie sul fatto. Lisa gli spiega che ha permesso a se stessa di farsi prendere in giro dagli uomini troppe volte, non negando di essere ancora arrabbiata con suo marito e con Enrico, visto che il primo l'ha tradita e il secondo le ha nascosto di avere una moglie. Lisa può anche accettare che Diego sia un donnaiolo, e almeno per una volta vuole vedere le cose così come sono e guardare in faccia la realtà. Quando Enrico cerca di spiegarle che Diego non è l'uomo adatto a lei, Lisa non accetta i suoi consigli, sottolineando che Diego, al contrario di lui, non ha una moglie. Diego va a prendere Lisa allo studio e, confermando quello che Enrico aveva previsto e scritto, la riaccompagna a casa con lo scopo di baciarla. Lei accetta di farsi sedurre, ma stranamente Diego, al momento di andarsene, non la bacia. Enrico racconta la verità a Federica sulla morte della gemella, poi le dice che anche suo fratello Tommaso era morto da piccolo e che a causa di quel tragico evento Enrico non ha voluto avere dei figli. Massimo si mette nei guai: durante un addio al nubilato ha sedotto la futura sposa del cancelliere del tribunale, che ora, furioso, minaccia di distruggere lo Studio Vinci. Lisa confessa a Enrico che Diego non ha nemmeno tentato di baciarla, e questo la rende triste perché le fa supporre che Diego non la reputi alla sua altezza. Enrico, che afferma di essere indifferente a tutto ciò, propone a Lisa di farle da avvocato durante l'udienza al tribunale dei minori, gratuitamente, ma a patto che, se vincerà la causa, Lisa gli restituirà le quote dello studio. A dispetto dell'ostilità che sembra provare nei confronti di Lisa, Enrico in realtà ha solo cercato di celare la sua gelosia: ha capito infatti che Diego non l'ha baciata solo perché si sta innamorando di lei. Nina decide di assumere un investigatore privato per scoprire qualcosa di losco su Lisa.
- Altri interpreti: Gaia Messerklinger (Federica/Sabrina De Martinis), Alessio Di Clemente (Giorgio Scontenti), Riccardo Festa, Lucia Bendia, Urbano Lione, Daniele Monterosi (Andrea), Federico Riccardo Rossi.
- Curiosità: Federico Riccardo Rossi che nella prima serie interpreta l'avv. Jacopo Forti, uno dei protagonisti principali, nella seconda serie interpreta un altro ruolo, minore.

## A tuo rischio e pericolo
Nina è tornata da Londra e Massimo, avendo notato degli strani comportamenti, avanza l'ipotesi che sia incinta. Lo riferisce a Enrico, che poco dopo sorprende la moglie a vomitare in bagno. Enrico, in ascensore con Lisa, le chiede quali siano stati per lei i primi sintomi della maternità; ma improvvisamente l'ascensore si blocca ed Enrico entra nel panico a causa della sua claustrofobia. Lisa lo tiene per mano e gli dice che il giorno della nascita di Mia è stato il più felice della sua vita. I due si guardano facendo intendere che si amano ancora, ma proprio mentre stanno per baciarsi l'ascensore riprende a funzionare. Guido, vecchio amico di Enrico, chiede allo Studio Vinci di aiutarlo nella causa contro il Ministero della Sanità: suo figlio infatti è autistico e lui crede che la causa sia legata alla vaccinazione. Lisa fa presente che molte prove scientifiche attestano che la vaccinazione non è correlata a questi problemi, mentre Enrico pensa che la colpa non sia della vaccinazione in sé, ma del modo in cui è stata eseguita. Dopo che Massimo si è portato a letto la fidanzata del cancelliere del tribunale, mandandone a monte il matrimonio, Enrico fa credere all'uomo che Massimo abbia problemi di dipendenza dal sesso e lo costringe a prendere parte alle riunioni di un gruppo di auto aiuto a cui partecipa Cassandra. Lisa, che doveva passare una romantica serata a casa sua con Diego, rimane sorpresa quando lui si presenta con la zia suora, e ne deduce che Diego non è minimamente attratto da lei, tanto più che il giorno dopo lo vede in compagnia di una ragazza più giovane. Massimo e Cassandra scoprono che Conti, l’addetto alle vaccinazioni che si era occupato del figlio di Guido, è stato licenziato perché soffriva di depressione, e che aveva vaccinato personalmente un numero sproporzionato di bambini. Lisa ed Enrico vanno a trovarlo nella comunità dove vive e scoprono che è un fanatico che non crede nelle vaccinazioni e in realtà fingeva di vaccinare i bambini; Lisa ed Enrico registrano la sua confessione. Massimo ed Enrico spiegano a Guido che ci sono gli estremi per denunciare sia Conti che l'ASL, che aveva ignorato le lamentele contro il sedicente dottore, ma Guido è deluso: questo dimostra che la vaccinazione non c'entra nulla e che il suo bambino è semplicemente autistico, e lui non può accettarlo sapendo che per suo figlio non c'è futuro. Lisa gli fa capire che i figli non possono essere etichettati dai loro genitori solo come dei successi o dei fallimenti. Enrico rivela a Lisa che Nina potrebbe essere incinta ma lui non vuole diventare padre, dato che, non avendo mai ricevuto amore paterno, è convinto che non sarebbe mai in grado di darlo. Lisa va in albergo da Diego per confrontarsi con lui; l’uomo ammette di desiderarla con passione, a frenarlo è solo la promessa che ha fatto a Enrico che infatti gli aveva raccomandato di trattarla con rispetto. Non nega di essere solo un donnaiolo e non vuole che lei faccia delle illusione, ma Lisa gli assicura che non ha alcuna intenzione di impegnarsi con lui (anche se è ovvio che mente) e i due finiscono a letto insieme. Lisa torna a casa e dice a Mia che non è tenuta a tornare a scuola ma dovrà trovarsi un lavoro; la ragazza abbraccia sua madre. Enrico parla con Nina, la quale gli spiega di non essere incinta ma di avere avuto una semplice influenza. Lo informa poi che suo padre sta venendo a Napoli, dove si fermerà solo pochi giorni, in effetti Nina gli ha mentito facendogli credere che lei e Enrico sono tornati insieme chiedendo al marito di reggerle il gioco. Lisa ascolta una conversazione tra Massimo ed Enrico, scoprendo che Nina non è incinta. La donna allora si avvicina ad Enrico, confessa di aver sentito tutto e gli dice di essere sicura che lui sarebbe stato un bravo padre, perché si comporta come una figura paterna nei confronti di Massimo. Poi i due vengono raggiunti da Diego, che mette a disagio Enrico restituendo a Lisa la sciarpa che lei aveva dimenticato nel suo albergo e baciandola davanti a lui. Enrico capisce che i due hanno passato la notte insieme.
- Altri interpreti: Bernardo Casertano (Guido Sermonti), Mauro Santopietro (Sergio Conti), Mariavittoria Cozzella (Sign.ra Sermonti), Claudia Crisafio, Maria Cristina Blu

## Lo sguardo degli altri
Alfredo, il suocero di Enrico, nonché suo mentore, arriva a Napoli e il genero è felicissimo di vederlo. Attenendosi alla promessa fatta a Nina, Enrico fa credere ad Alfredo che lui e la figlia siano tornati insieme. Comunque Alfredo è venuto principalmente per rappresentare una compagnia nautica che vuole addossare tutta la colpa di un incidente in cui è coinvolta una delle loro imbarcazioni sul capitano, l'assistito di Enrico, il quale al momento dell'incidente era al cellulare. Alfredo, ignaro del fatto che Nina e Enrico non sono realmente tornati insieme, tenta di convincere il genero a tornare a Londra con loro ritenendo che Enrico sta sprecando le sue potenzialità nello Studio Vinci affermando che lui non ha nessun motivo per rimanere a Napoli, ma proprio in quel momento anche se per un breve istante Enrico guarda Lisa, infatti è ovvio che è solo per non doversi separare da lei che non vuole lasciare Napoli sebbene non voglia ammetterlo. Lisa cerca in tutti i modi di non essere soffocante nei confronti di Diego, dato che la loro dovrebbe essere una relazione senza impegni. Diego esce a cena con un'altra donna di nome Anita e Lisa, gelosa e confusa, chiede consiglio a Cassandra, ritenendola una donna libera e disinvolta; ma lei si rivela persino più emotiva di Lisa e le confessa che in realtà ogni volta che conosce un uomo se ne innamora. Mia cerca lavoro come modella o PR, ma si vede costretta a ridimensionare le sue ambizioni, accontentandosi di accettare un lavoro in una caffetteria. Cassandra inizia a innamorarsi di Massimo e gli rivela di aver scoperto da piccola che suo padre aveva una doppia vita e in realtà non era sposato con sua madre ma con un'altra donna dalla quale aveva un'altra figlia. Massimo ed Enrico scoprono che il traghetto con cui la nave della compagnia si è schiantato stava percorrendo una traiettoria non regolare, e che la compagnia dei traghetti prendeva delle scorciatoie per risparmiare sul carburante. Ciò proscioglie sia il capitano che la compagnia navale da ogni responsabilità, quindi Enrico e Alfredo fanno fronte comune contro la compagnia dei traghetti. A causa di una distrazione Alfredo ha però fornito alla controparte gli elementi con cui portarsi in vantaggio durante la causa. Enrico è convinto che la distrazione di Alfredo sia dovuta al fatto che ha un'amante a Napoli, e questo lo fa arrabbiare. Enrico si diverte a prendere in giro Lisa, convinto che la collega non sarà mai capace di godersi una relazione senza impegni, ma Lisa a sua volta lo rimprovera per la sua mancanza di coerenza nei riguardi di Nina, visto che non ha ancora deciso se ritornare insieme a lei o meno. Massimo chiede a Enrico per quale motivo il suo matrimonio non ha funzionato, e infatti Enrico realizza di non aver mai amato realmente Nina ma di averla solo idealizzata come la "donna perfetta" e adesso ha capito di aver sbagliato, perché ha creduto con superficialità di poter trovare la felicità solo attraverso la perfezione, soltanto adesso invece ha compreso che le cose che valgono la pena amare sono invece quelle imperfette (riferendosi probabilmente a Lisa). L'avvocato di Rocco lo avverte che con un patteggiamento potrebbe essere prosciolto dagli arresti domiciliari, ma lui ha paura di perdere Perla perché da quando vive con lei le cose tra loro due vanno di bene in meglio, quindi preferisce non accettare. Perla, rispondendo al cellulare di Rocco, scopre dall'avvocato la questione del patteggiamento e manda via di casa Rocco, accusandolo di essere un bugiardo irrecuperabile. Fingendo di vivere insieme, Enrico e Nina invitano a cena Alfredo, Lisa e Diego; Enrico mette in difficoltà Alfredo facendogli intendere di aver capito che ha un'amante. Diego spiega a Lisa che Anita è solo l’ormai anziana hostess che si prendeva cura di lui quando era piccolo, nel periodo in cui volava tra Milano e la Spagna durante il divorzio dei suoi genitori, e le confessa di non aver mai avuto relazioni serie non perché non lo desiderasse, ma perché non aveva mai trovato una donna giusta per lui, prima di incontrare lei. Alfredo confessa a Enrico di non avere nessuna amante: lui sta morendo di tumore al cervello, gli rimangono sei mesi di vita, al massimo un anno, la malattia gli sta facendo perdere le sue facoltà, questo spiega l'errore fatto durante il caso. Alfredo esporrà la sua condizione medica al consiglio degli avvocati, comunque Enrico gli consiglia di dire la verità a Nina. Alfredo, che crede veramente che lui e la figlia siano tornati insieme, è felice che Nina possa contare sul marito, mentre il capitano per evitare che i suoi uomini della compagnia navale debbano affrontare le conseguenze dell'incidente, decide di confessare la telefonata fatta durante l'accaduto. Lisa va a trovare in albergo Diego e, desiderosa di avere una storia seria con lui, decide di iniziarla con la più assoluta sincerità, rivelandogli di non essere un avvocato, anche se tra due settimane si terrà l'esame e lei ha tutta l'intenzione di superarlo. Diego le promette che le darà una mano. Alfredo rivela alla figlia le sue condizioni di salute, e lei viene consolata da Enrico, il quale ha deciso di tornare con la moglie. I due si baciano, anche se Enrico lo ha fatto solo per suo suocero; ora si trova costretto dalle circostanze a stare con una moglie che non ama più.
- Altri interpreti: Corrado Tedeschi (Alfredo Valentini, padre di Nina), Paolo Calissano (Capitano della marina), Alessio Di Clemente (Giorgio Scontenti), Sebastiano Colla (Alessandro Beltrami), Michele Annunziata, Federico Riccardo Rossi

## Da grande
Giuseppe in una recita scolastica deve impersonare un mestiere, accompagnato da un adulto come supervisore. Rocco si era offerto volontario, ma, visto che Perla lo ha cacciato di casa, il piccolo decide di cambiare ruolo, impersonando il mestiere dell'avvocato, e Diego si offre di aiutarlo. In breve tempo il nuovo compagno di Lisa si è conquistato la simpatia di Mia, Giuseppe e Aurora. Si avvicina il giorno del compleanno di Enrico e Nina, felicissima di essere tornata insieme al marito, pensa di rispolverare una loro vecchia tradizione: lei regalerà  a Enrico tutta la sua giornata e lui scriverà su un biglietto il suo desiderio. Diego accompagna Lisa al lavoro, ed Enrico li guarda da lontano mentre i due sono intenti a baciarsi. Nina ha capito che l'attenzione di Enrico è rivolta solo a Lisa: l’uomo infatti non sopporta di vederla insieme a Diego, specialmente quando la moglie gli fa notare che Diego, essendo notoriamente un donnaiolo,  prima di conoscere Lisa non aveva mai mostrato tanto interesse per una donna. Enrico è all'oscuro del fatto che Diego sta aiutando Lisa per l'esame da avvocato; nota però che i due si stanno comportando in maniera discreta, come se nascondessero qualcosa. Perla, per evitare che Enrico scopra la verità, ma anche per far ingelosire Enrico nella speranza che trovi il coraggio di ammettere i suoi sentimenti per Lisa, decide di depistarlo facendogli credere che Lisa e Diego stanno segretamente organizzando il loro matrimonio. Massimo prende in carico il caso della sua amica ed ex collega di università Marika, una ragazza di famiglia benestante che, ubriaca, aveva investito con la sua barca una sub senza prestarle soccorso, uccidendola. Non è la prima volta che Marika, avendo bevuto troppo, provoca dei guai, e la sua famiglia la copre sempre. Massimo ha trovato un cavillo con cui proscioglierla da tutte le accuse, dato che la vittima stava facendo immersione in una zona vietata e quindi l'incidente si poteva evitare. Il giovane avvocato preferirebbe lasciare che Marika perda la causa in modo che il marito della vittima possa avere un risarcimento, ma Cassandra gli fa capire che se permetterà al suo giudizio personale di soppiantare la sua professionalità non sarà un bravo avvocato. Massimo capisce che la collega ha ragione e aiuta Marika, facendo cadere l’accusa, ma appena la ragazza viene a sapere di essere stata prosciolta confessa a Massimo con grande leggerezza che al momento dell’incidente era “strafatta”, non mostrando più alcun senso di colpa per aver ucciso la donna. Massimo è in conflitto con se stesso, realizzando troppo tardi di aver scagionato un’assassina irresponsabile, proprio come aveva fatto Enrico con l'assassino dei suoi genitori. Intanto Aurora mette in difficoltà Mia sul posto di lavoro, ma Romeo, che sente la mancanza della ragazza a scuola, prende le sue difese. Aurora è meschina con la nipote solo perché ha capito che Romeo è ancora innamorato di lei. Mirko, un collega di lavoro di Mia, la mette nei guai facendole perdere il lavoro, ma la ragazza lo ringrazia avendo capito che si è comportato così perché lei desidera tornare a scuola sebbene il suo orgoglio le impediva di ammetterlo, e ora con il pretesto di aver perso il lavoro, può tornare a studiare. La ragazza è ancora indecisa sul suo futuro e ha capito di non essere pronta per dedicarsi al lavoro, perché una delle cose belle dell'essere giovani è quella di avere il tempo di scegliere la propria strada, così torna a scuola, con grande felicità di Romeo. Giuseppe dice a Diego che se non è intenzionato a fare sul serio con Lisa allora deve mettersi da parte, perché sua madre ha già sposato un bugiardo e non vuole vederla soffrire ancora. Perla ha capito che nel matrimonio di Enrico e Nina non c'è più passione, e anche se Enrico tenta in tutti i modi di celare il suo amore per Lisa, cerca di spiegargli che non può scappare per sempre dai suoi sentimenti, ma deve affrontarli, quindi Enrico decide di andare ad assistere alla recita di Giuseppe per parlare con Lisa. Alla recita, Giuseppe e Diego salgono sul palcoscenico e il piccolo fa un bel discorso sul mestiere dell'avvocato, ma indica sua madre come l'avvocato migliore che conosce e tutti applaudono. Compare anche Rocco, che si scusa con il bambino per non aver mantenuto la promessa fattagli per la recita, e gli confessa che tra lui e Perla non c'è più possibilità di tornare insieme perché troppo diversi. Perla però ascolta tutto il discorso a loro insaputa, maturando l'idea che il suo matrimonio è finito. Diego capisce che Giuseppe ha ragione e quindi a malincuore lascia Lisa dicendole che non è pronto a gestire tutta la sua famiglia. Proprio quando Diego se ne va arriva Enrico, ancora convinto che Lisa e Diego si sposeranno, e cerca di convincerla a non farlo, ma lei, confusa dalle sue parole, con un tono di voce triste e malinconico gli confessa che Diego l'ha appena lasciata. Enrico abbraccia Lisa, poi i due parlano in un luogo appartato e Lisa gli spiega che in fondo comprende la scelta di Diego, consapevole che uomini come Diego ed Enrico, vedendo dall'esterno la vita di una madre single, provano timore, ma Lisa vorrebbe che loro capissero che essere genitori è bellissimo. Enrico che per tutto questo tempo ha provato disprezzo per Lisa non potendo accettare che lei gli avesse mentito sui suoi figli, finalmente trova la forza di perdonarla, avendo capito solo adesso quanti sacrifici lei faccia ogni giorno per amore della sua famiglia, poi si limita a dirle che non era lei a non essere all’altezza di Diego, ma lui a non essere alla sua. Intrattenendosi a parlare con Lisa, Enrico ha finito con l'arrivare in ritardo al circolo nautico dove lui e Nina avevano prenotato un tavolo per cena, ma quando arriva il cameriere gli riferisce che Nina è tornata a Londra e gli consegna il biglietto dove Enrico avrebbe dovuto scrivere il suo desiderio, ma non ha scritto nulla, a dimostrazione di quanto la sua vita con Nina sia vuota. Mentre Massimo è al bar viene raggiunto da Enrico che porta con sé i fascicoli del caso della morte dei suoi genitori, ma proprio quando sta per confessargli la verità, decide di non farlo dato che Massimo ormai vede in Enrico un punto di riferimento, dimenticando però i fascicoli al bar. Enrico difende Lisa nella causa per l'affidamento di Aurora al tribunale dei minori, e spende parole bellissime su di lei come madre e come donna. Lisa ha capito che Enrico, dicendo quelle cose, sta parlando con sincerità, e infatti comprende che lui è un uomo meraviglioso, ma che è per questo che lei sceglie sempre di mentirgli: perché è consapevole che se fosse sincera con Enrico lo perderebbe.
- Altri interpreti: Marta Jacquier (Marika De Carli), Claudio Cotugno (Signor Vassilli), Diego Verdegiglio, Michele Annunziata (Mirko), Federico Riccardo Rossi,

## Voce del verbo amare
Lisa è al settimo cielo perché grazie a Enrico ha vinto la causa e oltre ad aver affidato a Lisa la potestà di Aurora il tribunale ha imposto al padre di contribuire al mantenimento, ma soprattutto Lisa è convinta che tra lei e Enrico ci possa ancora essere un futuro viste le bellissime cose che ha detto di lei durante l'udienza. Nina (nel frattempo tornata da Londra) va a casa di Lisa, e con un atteggiamento arrogante e soddisfatto le fa credere che Enrico l'abbia difesa al processo per l'affidamento di Aurora solo per farsi restituire le quote dello Studio Vinci, dandole anche i moduli da firmare per il riscatto delle quote, anche se tutto ciò è all'insaputa di Enrico, infatti era implicito che in realtà Enrico non aveva nessuna intenzione di chiederle la restituzione delle quote. Lisa, delusa dato che crede veramente che Enrico la voglia fuori dalla sua vita, restituisce a Enrico le quote con i documenti firmati; l'avvocato, deluso da ciò che ha fatto Lisa, dato che in realtà non ha il coraggio di separarsi da lei, le impone di seguire con lui un ultimo caso per le altre 48 ore previste dalla clausola del contratto da assistente. È il caso di Martelli, sua figlia Alice soffre della sindrome di down, il padre della ragazza vuole intentare causa alla clinica dove lei era ricoverata dato che è rimasta incinta dopo un rapporto sessuale avuto con un ragazzo della clinica anch'egli con la sindrome di down, Italo. Enrico vuole dimostrare che Alice non sia in grado di immaginare i rischi di una gravidanza e non concepisca l'idea di "amare" qualcuno, così che gli assistenti che si sono presi cura di Alice paghino un risarcimento. Massimo recupera dal bar i fascicoli che Enrico aveva dimenticato, senza però leggerne il contenuto, affidandoli a Perla, che però li smarrisce. Lisa non accetta che tutti diano per scontato che Alice e Italo non sappiano cosa sia l'amore solo per via della sindrome di down, e questo la porta a litigare con Enrico. Questa faccenda non fa che mettere in evidenza il diverso modo in cui entrambi vivono l'amore: Lisa infatti ha capito che nella concezione dell'amore di Enrico la capacità di una persona di amarne un'altra è proporzionata alla sua capacità di prendersene cura, mentre Lisa è convinta che amare significa correre dei rischi. Lisa quindi porta Italo e Alice allo Studio Vinci e saranno i due ragazzi a dimostrare che sanno perfettamente i rischi e i pericoli della gravidanza, che il loro è vero amore e che proprio per questo avevano intenzione di dare in adozione la bambina che nascerà, e infatti Enrico e Massimo rimangono colpiti dai loro sentimenti così genuini. Perla ha capito che Nina ha manipolato sia Lisa che Enrico, e che quest'ultimo è all'oscuro del fatto che era stata sua moglie a dare Lisa i moduli di restituzione delle quote, tra l'altro cerca di spiegarlo a entrambi ma i due (a causa della loro testardaggine) non intendono ascoltarla. Cassandra intanto riesce a trovare i fascicoli che Perla aveva perso. Cassandra spiega a Massimo che perso la sua casa: era suo padre a mantenerla, ma adesso ha deciso di dare la casa all'altra sua figlia. Diego va allo Studio Vinci e informa Lisa che aprirà un suo studio a Barcellona e, pentitosi di averla lasciata, le propone di venire con lui portando con sé tutta la famiglia, infatti vuole farla sua socia. Enrico ascolta tutta la conversazione, lui e Lisa per un breve momento si guardano con tristezza, Enrico si sente ferito all'idea di non rivedere mai più Lisa, la quale pur non avendo ancora preso una decisione, sembra prendere in considerazione l'offerta. Non solo per via dell'amore che ancora la lega a Diego, ma anche perché ritiene che con Enrico, essendo lui un uomo con cui è impossibile comunicare o dialogare, non potrebbe mai costruirsi un futuro. Romeo matura l'idea di scappare di casa per costringere i suoi genitori a rimanere insieme dato che stanno per lasciarsi, almeno per il bene di suo fratello minore, ma Mia lo convince che la sua è una pessima scelta, e che non può proteggere per sempre il suo fratellino, ma solo restargli accanto. Romeo comprende che ha ragione, infine, dopo aver rinunciato al suo proposito di fuggire, bacia Mia capendo di amarla ancora. Lisa è delusa dato che Enrico, nonostante sia consapevole che Martelli sta sbagliando portando avanti la querela contro la clinica, non ha intenzione di tirarsi indietro, infatti Lisa è convinta che anche vincendo la causa nessuno sarà felice, e diversamente da Enrico lei ritiene che esistano cose più importanti della vittoria. Le condizioni di Alfredo stanno peggiorando e dato che lui vorrebbe rivedere ancora suo genero, Nina prova a convincere Enrico a venire con lei a Londra a trovarlo per il week-end; Enrico però, stufo di questa situazione avendo compreso che l'amore che lo lega a Nina è solo una menzogna decide di lasciarla, infatti anche se non le porta più rancore per averlo tradito, ormai ha smesso di amarla. La verità è che Enrico in quanto suo marito riteneva che fosse un suo obbligo morale prendersi cura di lei, ma ora ha capito che continuando a stare con la moglie finirebbe solo col ferirla ritenendo che Nina meriti un uomo che possa amarla, quindi Nina lascia la casa di Enrico arrabbiata e delusa dicendogli «La verità è che tu ami un'altra». Enrico fa leggere a Martelli la lettera che Alice ha scritto su ciò che significa amare per lei, e di quanto affetto prova per il padre, il quale è felice di leggere quelle parole, e decide infatti di non portare avanti la causa, Enrico avendo capito che aveva ragione Lisa ha volutamente fatto leggere quella lettera a Martelli sapendo che avrebbe ritirato la querela, anche se ciò ha significato rinunciare alla vittoria. Infatti dopo che la moglie lo aveva lasciato in seguito la nascita di Alice, Martelli si era trasformato in un uomo cinico e arrabbiato, aveva smesso di credere nell'amore, ma Alice gli ha fatto capire che i suoi sentimenti per la bambina che sta per nascere sono sinceri. Martelli fa capire a Enrico che per essere felici bisogna sconfiggere le proprie paure specialmente quando la vita offre un'altra opportunità, poi Perla gli rivela che era stata Nina a dare a Lisa i moduli di restituzione delle quote. Lisa supera l'esame da avvocato, poi riceve a casa una visita di Enrico, il quale, benché non abbia ancora il coraggio di confessarle il suo amore, vorrebbe almeno provare a convincerla a rimanere con lui a Napoli. Enrico, preso dall'agitazione, fatica a trovare le parole giuste, ma poi vede che Lisa è in compagnia di Diego, infatti sono tornati insieme, e lei ha deciso di trasferirsi a Barcellona con Diego e la famiglia. Enrico, vedendola felice, ritira la sua offerta decidendo di mettersi da parte. Massimo, dopo essersi dichiarato a Cassandra e aver fatto l'amore con lei, la invita a venire a vivere con lui. Sfortunatamente Massimo trova e legge il fascicolo sul caso della morte dei suoi genitori, che erano ancora in possesso di Cassandra, e la verità viene a galla. Di conseguenza si reca in studio per rendere conto a Enrico della verità. Non lo trova, in compenso trova Diego, che parla al telefono con Nina pregandola di non fare parola sulla loro relazione per paura che Lisa perda la stima che ha di lui ora che sono tornati insieme, e così Massimo scopre che in passato Diego e Nina erano stati amanti, e dal suo sorriso maligno si evince che userà questa informazione contro Enrico per fargliela pagare.
- Altri interpreti: Salvatore Lazzaro (Signor Martelli), Francesca Giovannetti, Maria Paola Rosini (Alice Martelli), Roberto Casciolo (Italo), Marco Fiorini, Teo Achille Caprio (Antonio Ruggeri, fratello di Romeo).

## Fantasmi e miraggi
Cassandra aspetta Massimo davanti alla porta di casa sua per trasferirsi da lui, ma il giovane collega non arriva, e la ragazza finisce per ricadere nel suo vizio e passa la notte a casa di un uomo, per poi andarsene al mattino dopo. Massimo la incrocia al palazzo di giustizia, ma proprio in quel momento gli agenti di sicurezza perquisiscono la borsa di Cassandra e ci trovano della cocaina. Massimo si scontra con Enrico: ora sa che fu lui a difendere l'assassino dei suoi genitori. Massimo lo reputa responsabile della loro morte perché i suoi genitori sarebbero ancora vivi se Enrico, pur consapevole che il suo cliente era un tossico, non lo avesse aiutato a passarla liscia con la legge. Enrico e Massimo arrivano al limite dello scontro fisico, ma poi Massimo si limita a umiliarlo rivelandogli che era Diego l'amante con cui Nina lo aveva tradito. Lisa si sta preparando per il suo trasferimento a Barcellona, mentre Aurora vorrebbe fare l'amore con Romeo, ma lui sembra non esserne minimamente interessato perché ha capito di essere innamorato di Mia. Enrico, dopo aver scoperto la verità da Massimo sul tradimento della moglie, si precipita  all'albergo di Diego e lo colpisce con un pugno, disgustato sia da Diego che da Nina, e non tarda a capire che Diego era venuto a Napoli solo per riconquistarla. Diego è mortificato, ma cerca anche di fargli capire che ora l'unica che ama è Lisa e lo prega di non dirle nulla, in realtà è implicito che ciò vuole Enrico è riconquistare Lisa allontanando Diego dando per scontato che Lisa lo lascerebbe se sapesse che lui ha rovinato il matrimonio di Enrico, gli dà infatti tre giorni per dirle la verità, assicurandogli che altrimenti lo farà lui. Massimo ed Enrico mettono da parte le loro divergenze per aiutare Cassandra, che rischia di finire in prigione per possesso di droga. Cassandra giura che quella cocaina non è sua e che non ha idea di come sia finita nella sua borsa. Enrico le propone di dichiararsi colpevole perché, data la sua multi dipendenza, la pena potrebbe essere ridotta, ma Massimo non la pensa così, dato che comunque Cassandra verrebbe incriminata per detenzione a scopo di traffico e quindi radiata dall'ordine degli avvocati. Massimo ha capito che Enrico pensa solo al prestigio dello Studio Vinci e che per evitare uno scandalo vuole esortare Cassandra a dichiararsi colpevole solo per risolvere la faccenda il prima possibile. Lisa torna allo Studio Vinci per aiutare Cassandra, anche se Perla è convinta che la sua amica stia solo cercando delle scuse per non partire e rimanere a Napoli con Enrico. Intanto quest'ultimo continua a ignorare tutte le telefonate di Nina. Allo studio si presenta un uomo, Sergio, dicendo di essere un amico del padre di Cassandra che intende aiutarla, ma in realtà è l'uomo con cui lei aveva passato la notte ed è stato proprio lui a mettere la cocaina nella borsa di Cassandra per evitare che la moglie, dalla quale stava divorziando, la trovasse e la usasse contro di lui, non volendo perdere il suo fondo fiduciario. Sergio propone a Cassandra di assumersi la colpa e le dice che in seguito potrà scappare con lui, anche oltreoceano. Enrico è l'unico che ha capito che Cassandra non è completamente sincera, mentre Lisa e Massimo ingenuamente credono che sia innocente. Enrico svela a Lisa che ha lasciato Nina, e in maniera allusiva cerca di ridicolizzare la collega, trovando insensato che lei voglia partire con Diego a Barcellona. Lisa non accetta la visione che Enrico ha della vita, dato che lui, totalmente incapace di essere felice, si ostina a vivere nel rancore, mentre Lisa è fermamente convinta che a dispetto delle brutte esperienze è comunque possibile sperare in un futuro felice, oltre a ciò lo mette davanti alla sua ipocrisia perché anche se è vero che Enrico è stato ferito da coloro che gli stavano vicino è altrettanto vero che pure lui ha ferito molte persone, e dichiara che Diego è l'unico uomo che l'abbia mai amata per quella che è. Diego va a casa di Lisa per dirle la verità su lui e Nina, ma Lisa, credendo che volesse solo rivelarle che Enrico ha lasciato Nina, temendo che Lisa voglia tornare con lui, ora che è libero, gli dice che già lo sapeva, ma che è Diego l'uomo con cui vuole stare, perché lo ritiene coraggioso e sincero; dopo aver sentito queste belle parole Diego decide di non dirle nulla e i due si abbracciano appassionatamente. Perla ha ottenuto l'assegno degli alimenti da Rocco, quindi, non avendo più bisogno di lavorare, si licenzia dallo studio. Alla lunga però scopre che il suo lavoro le manca, e fa di tutto per boicottare la sua sostituta, che in realtà altri non è che Rocco! Enrico mostra la cocaina trovata nella borsa di Cassandra a Rocco, il quale afferma che si tratta di roba di qualità che pochi a Napoli possono permettersi. Dato che ha contatti ovunque in città, Rocco organizza un incontro con lo spacciatore, lo convince a dare a Enrico la lista dei suoi clienti e vi trova il nome di Sergio. Lisa sorprende Cassandra a piangere nel bagno dello studio, poi la porta in terrazza e la ragazza le rivela che Sergio è il suo amante e che la cocaina apparteneva a lui. L’uomo era un amico di suo padre, e lei, quando scoprì di essere una figlia illegittima, decise di punirlo andandoci a letto, sapendo da tempo che Sergio la desiderava. Fu proprio con Sergio che Cassandra perse la verginità. Dopo averlo saputo, suo padre le diede della poco di buono, così Cassandra, invece di ferire lui, iniziò a ferire se stessa. Ora la giovane non può fare a meno di Sergio anche se è consapevole che la loro è una storia malata. Lisa, che probabilmente si identifica con lei, avendo permesso a Enrico di ferirla troppe volte, le fa capire che le persone sono portate a commettere gli stessi sbagli perché il più delle volte soffrire è l'unico modo per sentirsi vivi, ma aggiunge che Sergio si è approfittato di lei, Cassandra, minorenne e figlia dell’amico, perché era fragile e disperata, e che lei non può continuare a concedere a Sergio tutto questo potere. Lisa le consiglia di dire tutto a Massimo, ma lui, che aveva già capito tutto dopo aver trovato una bustina di droga nella sua stanza d'albergo, la insulta pesantemente, dopo che lei gli confessa di averlo tradito con Sergio e di aver fatto uso di cocaina con lui, usando le stesse parole che suo padre le aveva rivolto allora, rinnegandola come figlia, e Cassandra fugge disperata dall’ufficio. Giuseppe chiede a Rocco perché ha preso il posto di Perla nello studio, e lui gli spiega che Perla ama quel lavoro anche se non lo capisce e che glielo sta tenendo per quando lo rivorrà. Giuseppe abbraccia Rocco perché capisce ancora una volta che è una brava persona, e Perla decide di tornare con lui perché il loro amore, anche se disfunzionale e basato su incolmabili differenze, è destinato a durare per sempre. Cassandra per autolesionismo decide di dichiararsi colpevole, ma Lisa rimprovera Massimo e Enrico spiegando loro che Sergio si era approfittato di Cassandra, mentre loro due invece di aiutarla non hanno fatto altro che giudicarla. Enrico ammette di aver sbagliato, infatti Cassandra non aveva mentito quando aveva detto che la droga non era sua. Quando Enrico dice a Lisa che lei è ancora un membro dello Studio Vinci, la donna avendo capito che quello di Enrico era chiaramente un pavido tentativo di chiederle di rimanere con lui a Napoli, per la prima volta rifiuta il suo amore oltre al fatto che non lo perdona per aver voltato le spalle a Cassandra nel momento del bisogno. Lisa, evidentemente per non fare gli stessi sbagli di Cassandra, ha capito che se lasciasse Diego per Enrico quest'ultimo diventerebbe solo più arrogante e la ferirebbe ancora una volta, e infatti non vuole più dargli questa soddisfazione sottolineando come Diego le ha restituito la sua fiducia nell'amore. Massimo capisce che Enrico lo aveva assunto nel suo studio perché voleva confrontarsi con lui sul loro passato, e lo perdona, poi i due dicono a Cassandra che la droga nella sua borsa fa parte di una partita che ha portato alla morte due adolescenti, e che se si dichiara colpevole rischierà una condanna per complicità in omicidio. Cassandra quindi firma una dichiarazione dove attesta che Sergio le aveva messo la droga nella borsa, anche se poi origlia il successivo dialogo nel quale Massimo e Enrico si dichiarano soddisfatti di essersi inventati la storia dei due adolescenti morti solo per convincerla a fare la cosa giusta. Massimo si impegna poi a prendersi cura di Cassandra perché è una ragazza fragile, e in quel momento la ragazza se ne va via, turbata e ferita. Diego va allo Studio Vinci per raccontare a Lisa la verità, però Enrico davanti all'umiliazione di vedere Lisa preferire Diego a lui, capisce finalmente i suoi errori, ha ferito Lisa troppe volte e dato che l'amore che Diego prova per Lisa è sincero ha capito di non avere il diritto di interferire nella sua vita. Enrico esorta Diego a non dirle nulla però mette in chiaro che se non sarà un compagno amorevole e devoto dovrà vedersela con lui, sebbene non garantisca che anche Nina manterrà il silenzio, vista la sua natura vendicativa. Enrico, angosciato e confuso, inizia a bere troppo e, annebbiato dall’alcol, finisce per rispondere all'ennesima telefonata della moglie, promettendole che la raggiungerà nel suo albergo ma che sarà l'ultima volta che si vedranno. Quando arriva Lisa, Enrico la saluta in maniera fredda, soffrendo quando la vede baciare Diego, poi va a casa sua, affogando nell'alcol il dolore di aver perso Lisa, e ubriaco raggiunge Nina nella suite dell'albergo nel cuore della notte. Il giorno dopo Lisa riceve dalla polizia la notizia che Nina è morta.
- Altri interpreti: Stefano Dionisi (Sergio Marzoni), Federico Maria Galante, Gian Piero Rotoli.

## Io ti credo
Enrico è accusato della morte di Nina. Tutti gli indizi sono contro di lui; l'avvocato non ricorda nulla della notte precedente, solo di essere andato in albergo dopo che l'ex moglie gli aveva dato appuntamento per chiarire la questione del tradimento con Diego, ignaro che la sua era solo una trappola: Nina infatti voleva solo umiliarlo rivelandogli che Lisa, nel periodo in cui Nina è stata socia dello Studio Vinci, era invalidata a fare l'avvocato e di conseguenza gli ha mentito. L'intenzione di Nina era quella di vendicarsi di Enrico per averla lasciata per la seconda volta, distruggendo lo Studio Vinci e invalidando i casi che Enrico e Lisa avevano condotto insieme. Massimo e Lisa (la quale crede fermamente nell'innocenza di Enrico) cercano di preparare la linea difensiva per Vinci, che nel frattempo è in carcere, in preda a pesanti rimorsi e sensi di colpa. Massimo rivela a Lisa che Diego era l'uomo con cui Nina aveva tradito il marito. Lisa va a trovare Enrico in carcere ma lui crede veramente di essere colpevole e di aver ucciso la moglie in preda ai fumi dell'alcol, furibondo con lei, colpevole di averlo tradito facendo sì che indirettamente Diego si mettesse con Lisa. Quest'ultima è convinta che Enrico sia innocente, perché lo considera un uomo buono e generoso il cui unico difetto è quello di provare vergogna per quelli che invece sono dei pregi. Lisa inoltre lo informa che è riuscita a ottenere gli arresti domiciliari, perché Massimo ha scoperto che il coltello insanguinato ritrovato nella scena del crimine ha il manico rosso ed è diverso dal servizio di posate utilizzato nell'albergo, per cui l'omicidio diventerebbe premeditato, ed Enrico a quel punto potrebbe essere stato incastrato, dato che lui è certo di non aver portato un coltello con sé. Enrico, impossibilitato a tornare a casa sua, è "costretto" a stare da Lisa. Diego intuisce che Lisa sta facendo tutto questo per amore; la donna capisce che non è lui che ama, ma Enrico, e i due si lasciano definitivamente, anche se Diego le fa notare che il vero ostacolo tra lei e Enrico è rappresentato da Mia e Giuseppe: lui non ha mai accettato che Lisa abbia dei figli. La casa di Lisa non è certamente il posto più serafico e tranquillo dove poter lavorare; Aurora, dopo aver visto Romeo e Mia baciarsi, scappa via di casa. Mia proverà a cercarla e chiede ad Enrico dove andrebbe se fosse un adolescente che scappa di casa. L’uomo capisce che si tratta di Aurora e le dice che quando aveva preso il caso del suo affidamento al tribunale dei minori aveva scoperto che la madre della ragazza si era tolta la vita gettandosi in mare. Mia esce a cercare Aurora e riesce a trovarla, sul punto di gettarsi da un dirupo sul mare come sua madre. Mia cerca di convincere Aurora a non buttarsi, spiegandole che capisce bene quanto lei si sia sempre sentita sola, ma che, a dispetto dei suoi difetti, le vuole bene e deve contare sul fatto che loro sono una famiglia; la convince così a desistere dal suo proposito e le due si abbracciano e fanno pace. Giuseppe ci rimane male quando Rocco gli spiega che intende trasferirsi con Perla in un'altra casa molto più grande e lussuosa. Rocco però teme che Perla possa sentire la mancanza degli affetti di Lisa e dei suoi figli anche se non lo ammetterebbe, infatti Rocco nota che sua moglie si sta comportando in maniera strana: è affettuosa, non beve alcolici, mangia in continuazione, inoltre ha pure le nausee. In realtà, la donna aspetta un bambino, e non sa come fare per dirlo a Rocco, temendo che lui non voglia più avere figli. Lisa si scusa con Enrico per tutte le volte che gli ha mentito, facendogli però notare che era spesso era lui a metterla nella posizione di mentirgli dato che odia tutto ciò che per Lisa è importante. Enrico la ringrazia per non aver mai smesso di credere nella sua innocenza, e lei gli accarezza il viso, tra l'altro Lisa ingenuamente spera che Enrico, trascorrendo del tempo con Mia e Giuseppe, possa affezionarsi a loro. Purtroppo però il rapporto tra i figli di Lisa ed Enrico non sono idilliaci: Giuseppe in maniera maldestra tenta di farselo amico (per amore di sua madre) ma Enrico lo trova fastidioso, mentre Mia si mette a litigare con lui trovando insopportabile la sua arroganza. Enrico arriva anche a insultarli e Lisa gli intima di non parlare mai più così di loro. Ormai la donna capisce che per lui  Mia e Giuseppe saranno sempre e solo un impiccio. Effettivamente Enrico, pur non negando di amare Lisa, ammette che il principale problema è che non riesce a immaginare di essere una figura paterna per i suoi figli. Lisa e Massimo scoprono intanto che sui conti di Nina sono stati versati dei soldi, che Cassandra era venuta a ritirare il giorno prima, per portarli a Nina la sera dell'omicidio. Separatamente, sia Lisa che Enrico e Massimo scoprono che nelle carte di Nina ricorre spesso il nome di Giorgio Scontenti, l'investigatore privato che la donna aveva assoldato per avere informazioni su Lisa, scoprendo che non aveva ancora superato l’esame per diventare avvocato. Viene avanzata l'ipotesi che Scontenti avesse scoperto che Nina aveva tradito Enrico con Diego e che la stesse ricattando. Lisa va a casa di Scontenti, che è in procinto di partire, ma appena vede i coltelli dal manico rosso, capisce che è stato lui a uccidere Nina: quest'ultima, stufa dei ricatti, aveva deciso di denunciarlo e di fargli togliere la licenza di investigatore. Scontenti minaccia con la pistola Lisa e la rinchiude in casa. Anche Enrico nel frattempo è arrivato a Scontenti, e, avendo capito che Lisa è andata da lui per interrogarlo, elude i domiciliari e cerca di entrare nell'appartamento dell'investigatore. Al momento di scappare, Scontenti spara, e, per difendere Enrico, Lisa si mette in mezzo e viene colpita. Sopraggiunge la polizia e Scontenti viene arrestato, quindi Enrico viene prosciolto dall'accusa di omicidio. Lisa viene ricoverata in ospedale. Al suo capezzale giungono Enrico, Mia, Giuseppe, Aurora, Romeo, Cassandra, Massimo, Rocco e Perla. La rischiosa operazione che subisce Lisa va a buon fine, ma lei non si risveglia. Mia e Giuseppe, disperati, incolpano Enrico dicendo che Lisa non avrebbe rischiato di morire se lui non l'avesse sempre bistrattata, ma Enrico li abbraccia e spiega loro che Lisa è la persona più straordinaria che abbia mai incontrato. In quel momento lei finalmente si sveglia e viene abbracciata dai suoi figli e da Enrico, che finalmente le dichiara il suo amore dandole un tenero bacio. Ora Enrico è davvero pronto ad accettare i figli di Lisa e ad avere una vera famiglia. La puntata si conclude con Perla che rivela a Rocco di essere incinta e i due ricominciano il loro matrimonio più uniti che mai, Cassandra e Massimo che alla fine sono stati ammessi entrambi da Enrico nel suo studio, ma ricominceranno una competizione sleale e scorretta fino all'ultimo caso, Mia e Romeo che sono tornati insieme, e infine Enrico e Lisa, soci dello studio (che ora si chiama Vinci-Marcelli), pronti a vivere la loro nuova vita insieme.
- Special Guest Star: Elena Sofia Ricci (Suor Angela), Valeria Fabrizi (Suor Costanza), Francesca Chillemi (Azzurra Leonardi), Arianna Montefiori (Valentina Valpreda), appaiono in un breve video frammento mentre Perla e Rocco guardano le serie tv Che Dio ci aiuti.
- Altri interpreti: Alessio Di Clemente (Giorgio Scontenti)